# Наталівський провулок
Ната́лівський прову́лок — зниклий провулок, що існував у Жовтневому, нині Солом'янському районі міста Києва, місцевість Караваєві дачі. Пролягав від вулиці Металістів до Виборзької вулиці.

## Історія
Виник у 1-й чверті XX століття під такою ж назвою. Ліквідований на початку 1980-х років у зв'язку зі знесенням старої забудови.